# Molagnies
Molagnies is een gemeente in het Franse departement Seine-Maritime (regio Normandië). De gemeente telt 148 inwoners (2005) en maakt deel uit van het arrondissement Dieppe.

## Geografie
De oppervlakte van Molagnies bedraagt 4,6 km², de bevolkingsdichtheid is 32,2 inwoners per km².
De onderstaande kaart toont de ligging van Molagnies met de belangrijkste infrastructuur en aangrenzende gemeenten.

## Bezienswaardigheden
- De kerk Saint-Manvieu

## Demografie
Onderstaande figuur toont het verloop van het inwonertal (bron: INSEE-tellingen).